# Team Peugeot-Hansen
Hansen Motorsport, appelée Team Peugeot-Hansen pendant les saisons 2014 à 2017, est une équipe de rallycross suédoise créée par l'ancien pilote suédois Kenneth Hansen en 1990. 

## Histoire
Dès la fin 2013 et jusqu'en fin 2017, l'équipe est soutenue officiellement par Peugeot en championnat du monde de rallycross pour former le Team Peugeot-Hansen. L'ingénierie et le développement des voitures est fait à Vélizy, puis à Satory sous la houlette de Nicolas Gueranger. L'exploitation est basée à Götene en Suède, sauf en 2019 où elle est réalisée par Racing Service à Caen. 
Depuis 2014, l'équipe utilise des Peugeot 208 WRX. 
Jusqu'en 2016, l'équipe dispose d'une équipe « B » utilisant les voitures de l'année N-1, appelée d'abord Hansen Talent Development, puis Peugeot-Hansen Academy. À partir de 2017, sous l impulsion de Kevin Hansen, Yellow Squad est créée.
Le Français Sébastien Loeb et les Suédois Timmy Hansen et Kevin Hansen sont les pilotes titulaires en 2017.  
Après la saison 2017, Peugeot décide de renforcer son implication en Championnat du monde de rallycross FIA (World RX) en créant une équipe d'usine, et arrête donc le support à l'équipe Hansen. La famille Hansen continue alors directement sous la structure Peugeot Sport. 
En 2019, l'équipe reprend sa dénomination originale et s'engage dans le Global Rallycross Europe, un nouveau championnat de rallycross, mais compte toujours courir en World RX. 

## Résultats

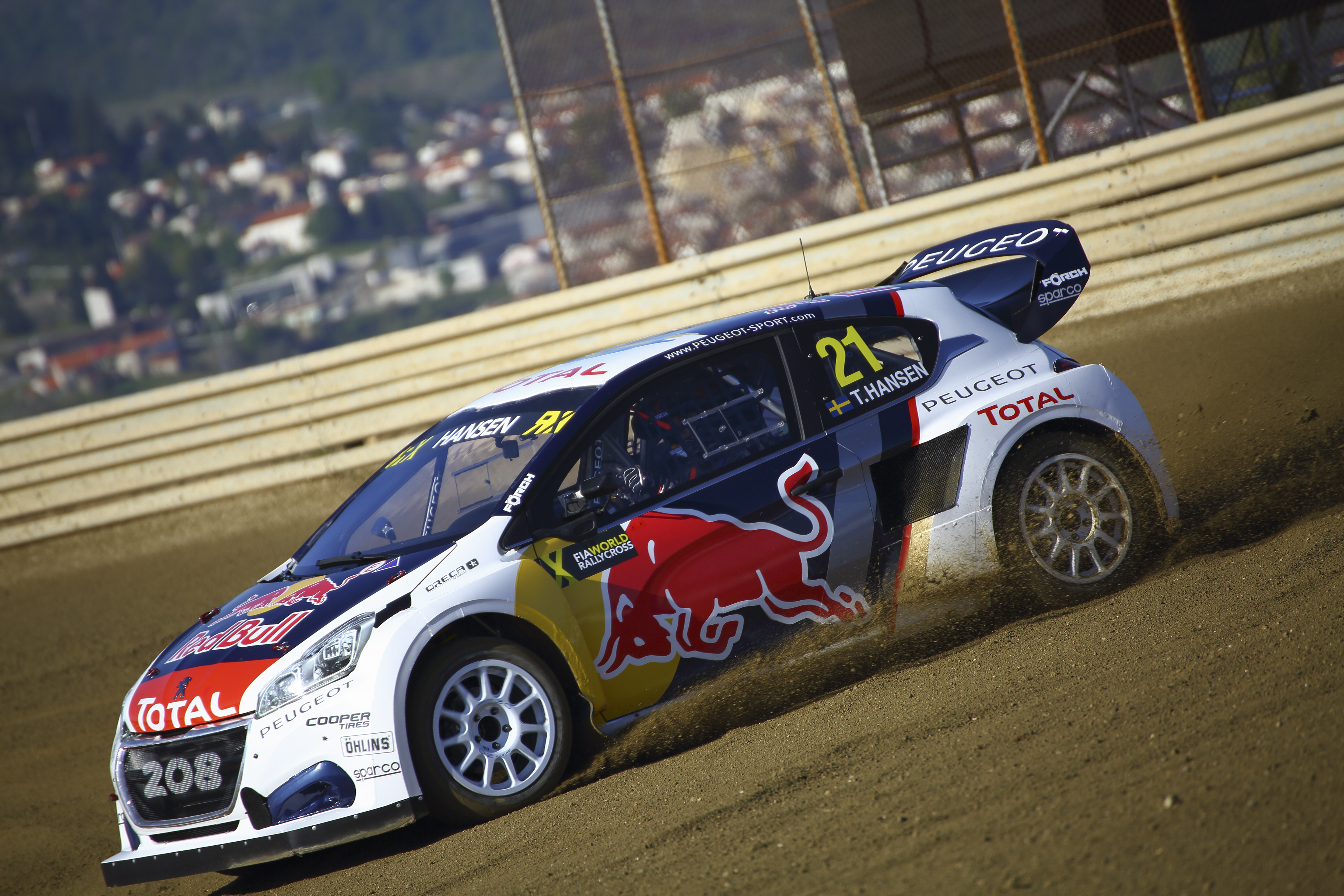
Timmy Hansen et sa Peugeot 208 WRX en 2017

### Championnat du monde de rallycross

#### Supercar
| Année | Équipe                    | Voiture           | No. | Pilote            | 1      | 2      | 3      | 4      | 5      | 6      | 7      | 8      | 9      | 10     | 11     | 12     | 13    | WRX | Points | Teams | Points |
| ----- | ------------------------- | ----------------- | --- | ----------------- | ------ | ------ | ------ | ------ | ------ | ------ | ------ | ------ | ------ | ------ | ------ | ------ | ----- | --- | ------ | ----- | ------ |
| 2014  | Team Peugeot-Hansen       | Peugeot 208 T16rx | 1   | Timur Timerzyanov | POR 7  | GBR 29 | NOR 4  | FIN 11 | SUE 7  | BEL 8  | CAN 3  | FRA 6  | ALL 7  | ITA 4  | TUR 8  | ARG 8  |       | 7e  | 152    | 3e    | 351    |
| 2014  | Team Peugeot-Hansen       | Peugeot 208 T16rx | 3   | Timmy Hansen      | POR 8  | GBR 11 | NOR 6  | FIN 9  | SUE 11 | BEL 2  | CAN 7  | FRA 3  | ALL 6  | ITA 1  | TUR 2  | ARG 4  |       | 4e  | 199    | 3e    | 351    |
| 2015  | Team Peugeot-Hansen       | Peugeot 208 WRX   | 17  | Timmy Hansen      | POR 3  | HOC 3  | BEL 8  | GBR 8  | ALL 3  | SUE 2  | CAN 7  | NOR 1  | FRA 1  | BAR 3  | TUR 1  | ITA 7  | ARG 6 | 2e  | 275    | 1er   | 476    |
| 2015  | Team Peugeot-Hansen       | Peugeot 208 WRX   | 21  | Davy Jeanney      | POR 5  | HOC 10 | BEL 9  | GBR 11 | ALL 1  | SUE 12 | CAN 1  | NOR 2  | FRA 11 | BAR 4  | TUR 5  | ITA 10 | ARG 8 | 5e  | 201    | 1er   | 476    |
| 2015  | Team Peugeot-Hansen       | Peugeot 208 WRX   | 177 | Andrew Jordan     | POR    | HOC    | BEL    | GBR 7  | ALL    | SWE    | CAN    | NOR    | FRA    | BAR    | TUR    | ITA    | ARG   | 24e | 13     | N/A   | N/A    |
| 2015  | Hansen Talent Development | Peugeot 208 WRX   | 90  | Eric Färén        | POR    | HOC    | BEL    | GBR    | ALL    | SUE 10 | CAN    | NOR    | FRA    | BAR    | TUR    | ITA    | ARG   | 26e | 10     | N/A   | N/A    |
| 2015  | Hansen Talent Development | Peugeot 208 WRX   | 199 | Jānis Baumanis    | POR    | HOC    | BEL    | GBR 20 | ALL    | SWE    | CAN    | NOR    | FRA    | BAR    | TUR 17 | ITA    | ARG   | 40e | 0      | N/A   | N/A    |
| 2016  | Team Peugeot-Hansen       | Peugeot 208 WRX   | 9   | Sébastien Loeb    | POR 5  | HOC 10 | BEL 2  | GBR 10 | NOR 5  | SUE 2  | CAN 9  | FRA    | BAR    | LET    | ALL    | ARG    |       | 5e  | 121    | 2e    | 226    |
| 2016  | Team Peugeot-Hansen       | Peugeot 208 WRX   | 21  | Timmy Hansen      | POR 9  | HOC 18 | BEL 7  | GBR 3  | NOR 2  | SUE 3  | CAN 1  | FRA    | BAR    | LET    | ALL    | ARG    |       | 6e  | 105    | 2e    | 226    |
| 2016  | Peugeot-Hansen Academy    | Peugeot 208 WRX   | 17  | Davy Jeanney      | POR 11 | HOC 9  | BEL 11 | GBR 13 | NOR 11 | SUE 12 | CAN    | FRA    | BAR    | LET    | ALL    | ARG    |       | 13e | 48     | N/A   | N/A    |
| 2016  | Peugeot-Hansen Academy    | Peugeot 208 WRX   | 71  | Kevin Hansen      | POR 13 | HOC 19 | BEL    | GBR 4  | NOR    | SUE    | CAN    | FRA    | BAR    | LET    | ALL    | ARG    |       | 17e | 21     | N/A   | N/A    |
| 2017  | Team Peugeot-Hansen       | Peugeot 208 WRX   | 9   | Sébastien Loeb    | BAR 14 | POR 2  | HOC 5  | BEL 7  | GBR 4  | NOR 3  | SWE 3  | CAN 3  | FRA 2  | LAT 3  | GER 11 | RSA 10 |       | 4e  | 214    | 2e    | 415    |
| 2017  | Team Peugeot-Hansen       | Peugeot 208 WRX   | 21  | Timmy Hansen      | BAR 5  | POR 4  | HOC 3  | BEL 2  | GBR 6  | NOR 5  | SWE 4  | CAN 6  | FRA 6  | LAT 9  | GER 2  | RSA 2  |       | 5e  | 201    | 2e    | 415    |
| 2017  | Team Peugeot-Hansen       | Peugeot 208 WRX   | 71  | Kevin Hansen      | BAR 11 | POR 8  | HOC 8  | BEL 21 | GBR 13 | NOR 9  | SWE 13 | CAN 10 | FRA 8  | LAT 10 | GER 6  | RSA 6  |       | 8e  | 115    | 2e    | 415    |

#### RX Lites Cup
| Année | Équipe             | Voiture           | No. | Pilote       | 1     | 2     | 3     | 4     | 5     | 6     | 7     | Lites | Points |
| ----- | ------------------ | ----------------- | --- | ------------ | ----- | ----- | ----- | ----- | ----- | ----- | ----- | ----- | ------ |
| 2014  | Hansen Junior Team | Lites Peugeot 208 | 81  | Kevin Hansen | POR   | GBR   | FIN 1 | SUE 2 | ITA 3 | TUR 2 |       | 2e    | 99     |
| 2015  | Hansen Junior Team | Lites Peugeot 208 | 71  | Kevin Hansen | POR 2 | GBR 1 | SUE 2 | NOR 2 | BAR 3 | TUR 2 | ITA 2 | 1er   | 178    |

### Championnat d'Europe de rallycross
Supercar
| Année | Équipe                 | Voiture         | Pilote       | 1     | 2     | 3     | 4     | 5     | ERX | Points |
| ----- | ---------------------- | --------------- | ------------ | ----- | ----- | ----- | ----- | ----- | --- | ------ |
| 2016  | Peugeot-Hansen Academy | Peugeot 208 WRX | Kevin Hansen | BEL 1 | NOR 1 | SUE 1 | BAR 1 | LET 2 | 1er | 143    |

### Global RallyCross Championship

#### Supercar
| Année | Équipe            | Voiture     | No. | Pilote         | 1   | 2   | 3    | 4  | 5   | 6   | GRC | Points |
| ----- | ----------------- | ----------- | --- | -------------- | --- | --- | ---- | -- | --- | --- | --- | ------ |
| 2012  | Hansen Motorsport | Citroën DS3 | 72  | Sébastien Loeb | CHA | TEX | LA 1 | NH | LVS | LVC | 17e | 21     |

#### GRC Lites
| Année | Équipe            | Voiture           | No. | Driver       | 1   | 2  | 3  | 4   | 5   | 6     | 7     | 8   | 9  | GRC | Points |
| ----- | ----------------- | ----------------- | --- | ------------ | --- | -- | -- | --- | --- | ----- | ----- | --- | -- | --- | ------ |
| 2014  | Hansen Motorsport | Lites Peugeot 208 | 81  | Kevin Hansen | AUS | DC | NY | CHA | DAY | LA1 3 | LA2 6 | SEA | LV | 9e  | 73     |